# Antyle Holenderskie na Letnich Igrzyskach Olimpijskich Młodzieży 2010
Antyle Holenderskie na Letnich Igrzyskach Olimpijskich Młodzieży 2010 reprezentowało 5 sportowców w 3 dyscyplinach.

## Skład kadry

### Lekkoatletyka

#### Dziewczęta
| Atleta           | Konkurencja    | Wynik |
| ---------------- | -------------- | ----- |
| Vanessa Philbert | Bieg na 1000 m |       |

#### Chłopcy
| Atleta          | Konkurencja   | Wynik |
| --------------- | ------------- | ----- |
| Hensley Paulina | Bieg na 200 m |       |

### Pływanie

#### Dziewczęta
| Atleta           | Konkurencja             | Eliminacje | Eliminacje | Półfinał | Półfinał | Finał | Finał |
| Atleta           | Konkurencja             | czas       | msc.       | czas     | msc.     | czas  | msc.  |
| ---------------- | ----------------------- | ---------- | ---------- | -------- | -------- | ----- | ----- |
| Karlene Theodora | 50 m stylem dowolnym    | 28,36      | 5.         | [ b ]    | [ b ]    | [ b ] | [ b ] |
| Karlene Theodora | 50 m stylem grzbietowym | 33,03      | 6.         | [ b ]    | [ b ]    | [ b ] | [ b ] |

#### Chłopcy
| Atleta      | Konkurencja            | Eliminacje | Eliminacje | Półfinał | Półfinał | Finał | Finał |
| Atleta      | Konkurencja            | czas       | msc.       | czas     | msc.     | czas  | msc.  |
| ----------- | ---------------------- | ---------- | ---------- | -------- | -------- | ----- | ----- |
| Perry Lindo | 50 m stylem dowolnym   | 24,22      | 7.         | [ e ]    | [ e ]    | [ e ] | [ e ] |
| Perry Lindo | 50 m stylem motylkowym | 26,50      | 4.         | 26,17    | 5.       | [ h ] | [ h ] |

### Żeglarstwo

#### Chłopcy
| Atleta           | Kategoria | Wynik |
| ---------------- | --------- | ----- |
| Just van Aanholt | Byte CII  |       |